# Tassilo III

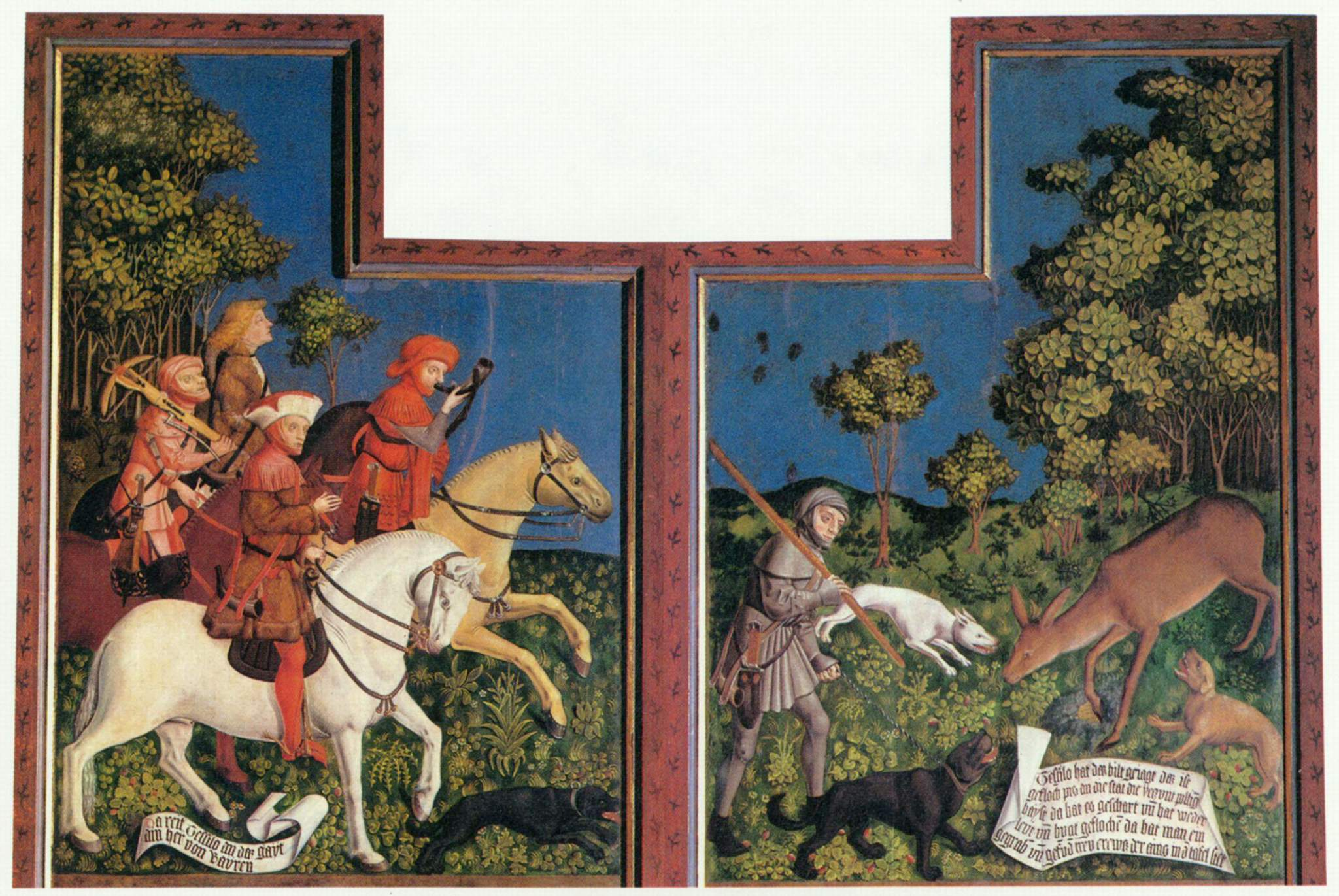
Tassilo cưỡi ngựa đi săn với 3 người hầu tùy tùng (Meister der Pollinger Tafeln, 1444)

Tassilo III. (* khoảng 741; † khoảng 796) là công tước xứ Bayern cuối cùng của gia tộc Agilolfing và cũng là anh em họ với Charlemagne.

## Sự nghiệp
Là con của công tước Odilo và với sự đồng ý của vua Franken Pippin lùn, Tassilo III đã trở thành công tước của Bayern vào năm 748 mặc dù vẫn còn là trẻ con.
Tassilo có ảnh hưởng nhiều đến đời sống tôn giáo trong lãnh thổ mình ở địa phận Aschheim (756?), Dingolfing (769/770 oder 776/777?) và Neuching (771). Ông thành lập nhiều tu viện và nhà thờ. Tassilo đã bành trướng lãnh thổ mình về phía đông bằng cách chinh phục người Karantanen vào năm 772.

Quan hệ giữa người Langobarden và người Bayern vì lý do chính trị và kinh tế càng ngày càng chặt chẽ. Từ thập niên 760 trở đi ông đã tới Ý nhiều lần, nơi mà ông liên minh với Desiderius và Đức giáo hoàng. Năm 772 đức giáo hoàng Hadrian I đã rửa tội cho con trai của Tassilo, Theodo, ở Roma. Chính Tassilo đã cưới Liutberga, con gái của ông vua Langobarden cuối cùng Desiderius. Liên minh với người Langobarden đã làm cho ông có mâu thuẫn với Charlemagne. Khi Charlemagne thần phục được nước Langobarden vào năm 774, Tassilo mất đi một đồng minh quan trọng nhất. 

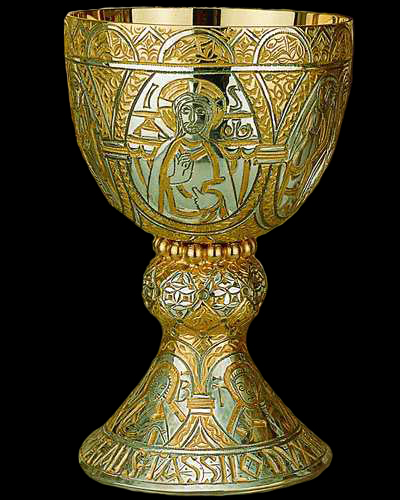
Ly rượu của Tassilo

Quốc sử đã tường thuật, Tassilo, kể từ năm 757 là chư hầu của Franken, vào năm 763 đã từ chối, cung cấp quân đội cho Franken trong cuộc chiến tại xứ Aquitanien, mà ông đã thề cam kết. Như vậy coi như là ông đã đào ngũ, một bài tường thuật mà ngày nay theo những nghiên cứu mới, người ta nghi ngờ sự chính xác của nó.
Tuy vậy Tassilo III vẫn còn là công tước, cho tới năm 787 khi ông bị Karl (Charlemagne) vì lý do chính trị (dự định liên minh với Langobarden để bảo đảm sự độc lập của Bayern; sau đó thỏa hiệp với người Awaren) hạ xuống làm quan. Đến năm 788 Tassilo qua một vụ án vì chuyện vào năm 763 đã kể trên và vì liên kết với người Awaren ban đầu bị kết án tử hình trước mặt những người con dân của ông ta, sau đó được ân xá và bị đầy đi vào tu viện.

Charlemagne đã cư ngụ 2 mùa đông liên tiếp (791–793) tại thành phố công tước cũ Regensburg, để tự mình xác minh là đã đồng hóa được Bayern vào đế quốc Franken. Ông đã cử một trong những người anh em rể của mình, một hầu tước Franken, Gerold, thay thế Tasilo cai quản Bayern. Năm 794 Tassilo bị triệu từ tu viện của mình đến trước một hội nghị nhà thờ (Reichssynode) ở Frankfurt, ở đó ông đã phải ký giấy từ bỏ Bayern kể cả các thế hệ tiếp nối.

Người ta đoán là ông đã sống từ năm 741 cho tới ngày 11 tháng 12 năm 796. Không ai biết chắc khi nào và nơi ông ta từ trần. Có thể những năm cuối cùng ông ta đã sống như là một nhà tu đơn giản tại tu viện Lorsch. Tại cái nhà thờ mà bây giờ đã bị phá hủy người ta tìm thấy một ngôi mộ có tên của ông.

## Ảnh hưởng
Tên ông được đặt cho ly Tassilo nổi tiếng (Tassilokelch), Giải thưởng Tassilo, Tassilone, trường trung học Tassilo tại Simbach a. Inn, der Tassilopsalter và cây đoạn Tassilo tại Wessobrunn. Ông cũng được tôn lên làm thánh, Ngày tưởng niệm ông là ngày 11 tháng 12.

## Sách báo
- Matthias Becher: Ingelheim 788. Der Prozeß gegen Herzog Tassilo III. von Bayern. In: Karl der Große in Ingelheim. Ingelheim 1998, ISBN 3-00-003290-8, S. 60 ff. (Beiträge zur Ingelheimer Geschichte, Heft 43).
- Lothar Kolmer, Christian Rohr (Hrsg.): Tassilo III. von Bayern. Pustet, Regensburg 2005, ISBN 3-79171-949-1.
- Benno Hubensteiner Bayerische Geschichte, Das bayerische Stammesherzogtum (Ausgabe 1981) ISBN 3-7991-5684-4

## Các trang mạng
- Tác phẩm bởi và về Tassilo III trong thư mục catalogue của Thư viện quốc gia Đức

- Tassilo III. Herzog von Bayern, Klostergründer, Heiliger